# Megastomatohyla mixomaculata
Megastomatohyla mixomaculata là một loài ếch trong họ Nhái bén. Chúng là loài đặc hữu của México.
Các môi trường sống tự nhiên của chúng là các khu rừng vùng núi ẩm nhiệt đới hoặc cận nhiệt đới và sông có nước theo mùa. Loài này đang bị đe dọa do mất môi trường sống.